# Sergei Wassiljewitsch Andrejew
Sergei Wassiljewitsch Andrejew (ukrainisch Сергій Васильович Андрєєв, russisch Серге́й Васи́льевич Андре́ев; * 16. Mai 1956 in Woroschilowgrad, Ukrainische SSR) ist ein ehemaliger sowjetischer Fußballspieler und aktueller Fußballtrainer.
Sergei Andrejew begann seine Laufbahn als Jugendspieler bei Sorja Luhansk. Im Jahr 1978 wechselte er zum SKA Rostow. Im Jahr 1981 gewann er mit diesem Team den Sowjetischen Pokal, im Endspiel wurde Spartak Moskau mit 1:0 bezwungen und Andrejew erzielte das Siegtor.  In den Jahren 1980 und 1984 war er Torschützenkönig der sowjetischen Wysschaja Liga. 1986 wechselte er zum Team von Rostselmasch, dem heutigen FK Rostow.
Für die Sowjetische Nationalmannschaft spielte der Stürmer zwischen 1979 und 1983 insgesamt 26-mal und erzielte acht Tore. Beim Fußballturnier der Olympiade 1980 gewann er mit dem sowjetischen Team die Bronzemedaille und wurde mit fünf Treffern Torschützenkönig des Turniers. Im Jahr 1982 nahm Andrejew an der WM in Spanien teil.
Im Jahr 1989 wechselte Andrejew nach Schweden zunächst zu Östers IF, ab 1991 spielte er für das Team von Mjällby AIF. 1993 kehrte er nach Russland zu Rostselmasch zurück.
Nachdem Andrejew im Jahr 1995 seine aktive Karriere beendet hatte, war er bis zum Jahr 2000 bei Rostselmasch als Trainer tätig. Später trainierte er unter anderem Saljut Belgorod und im Jahr 2008 den kasachischen Verein FK Atyrau. Seit 2009 ist er als Trainer in einem Fußball-Internat in Rostow am Don tätig.